# Tajlandski zaljev
Tajlandski zaljev, ranije a i danas u nekim jezicima nazivan Sijamski zaljev (tajlandski Ao Thai ili อ่าวไทย) je rubno more Tihog oceana. Na zapadu i sjeveru omeđuje ga oko 2.600 km tajlandske obale, na istoku su obale Kambodže i Vijetnama, a na jugozapadu Malezije.

## Zemljopis i ekologija
Tajlandski zaljev razdvaja na istoku Indokineski od Malajskog poluotoka na zapadu. Obalna linija zaljeva počinje na istoku od rta Bai Bung u Vijetnamu a završava na zapadnom završetku u području grada Kota Baru (Malezija) na jugozapadu. Na jugu zaljev prelazi u Južno kinesko more. Dimenzije zaljeva su oko 600 km x 500 km što čini oko 320 000 km².
Zaljev na sjevernom dijelu završava Bangkoškim zaljevom. U njega utječu Chao Phraya (i njezin rukavac Ta Chin) i Mae Klong. Uz te rijeke, u Tajlandski zaljev kod Surat Thanija utječe i rijeka Tapi. 
Pošto Chao Phraya neprekidno donosi sobom novi sediment, sjeverna obala središnjeg Tajlanda neprekidno se pomiče dalje prema jugu. Na udaljenosti od 10 do 20 km od obale, dubina zaljeva dosiže samo oko 11 m. Prosječna dubina zaljeva je samo oko 45 m, a na najdubljem mjestu iznosi 80 m. U razdoblju vrhunca ledenog doba cijeli zaljev je bio značajno iznad površine mora i činio nastavak današnje doline Chao Phraye u središnjem Tajlandu. 
Istovremeno, obale zaljeva značajno ugrožava erozija. Tako je oko 50 % tajlandske obale u zaljevu ugroženo erozijom, u usporedbi sa samo oko 10 % obale na Andamanskom moru.
Struje u zaljevu su vrlo spore što dovodi do značajne sedimentacije. Sporo strujanje u zaljevu, u kombinaciji sa značajnim dotokom slatke vode, rezultira niskim salinitetom od 3,05 – 3,25 ‰ (Tihi ocean 3,45 ‰). Slanija voda struji iz Južnog kineskog mora samo na većim dubinama.
Topla voda ovog tropskog mora na mnogim mjestima je pogodovala nastajanju koraljnih grebena.

## Gospodarstvo
Najveći gospodarski značaj zaljev ima kao ribolovno područje. Osim toga, nađene su manje zalihe nafte i nešto veće zemnog plina.
Od 50-ih godina 20. stoljeća turizam sve više dobiva na značenju. U nekim područjima je već postao najvažnija gospodarska grana. Od 70-ih i 80-ih godina Pattaya (Tajland, jugoistočno od Bangkoka) od malog ribarskog sela je narasla u centar međunarodnog turizma. Razvoj su pratile sve loše popratne pojave, od masovnog turizma s gradnjom hotelskih divova ("betonizacija") pa do planetarno (zloglasno) poznatog seksturizma. Sličan razvoj doživjela su i neka druga turistička odredišta Tajlanda, samo u manje izraženom obliku. 
Postoje i pokušaji nešto drugačijih načina razvoja turizma, kao na primjer na otoku Ko Samui. U njegovoj blizini nalaze se područja koja se smatraju najljepšim za ronjenje u cijeloj Jugoistočnoj Aziji. Tu se pokušava turistički razvoj usmjeriti ka nekim drugačijim, "mekšim" vidovima.   